# André-Antoine Bernard
Pour les articles homonymes, voir Bernard.
André-Antoine Bernard, dit Bernard de Saintes, né le 21 juin 1751 à Corme-Royal (province du Saintonge, actuel département de la Charente-Maritime), mort le 19 octobre 1818 à Funchal (Portugal, île de Madère), est un homme politique de la Révolution française.
En 1791, André-Antoine Bernard est élu député de la Charente-Inférieure à l'Assemblée nationale législative. En 1792, il est réélu et siège à la Convention nationale, où il vote la mort de Louis XVI. Il est envoyé en mission dans les départements en 1793, et exerce des fonctions de premier plan en 1794, comme président de la Convention et membre du Comité de sûreté générale. Il est compris dans la répression de la Convention thermidorienne en 1795. 
Amnistié au début du Directoire, André-Antoine Bernard devient avocat près le tribunal criminel de la Charente-Inférieure. À la Restauration, il est frappé par la loi du 12 janvier 1816 contre les régicides et les soutiens aux Cent-Jours. Il meurt en exil à Funchal, sur l'île de Madère, alors qu'il tentait de rejoindre les États-Unis. 

## Biographie

### Noms
André-Antoine Bernard est le fils d'André Antoine, notaire royal, et de Bénigne Garraud. Il épouse Marie Louise Frère de La Pommeraye.
Sous l'Ancien Régime, avocat, il se fait appeler « Bernard de Jeuzines », lieu-dit de la commune de Saint-Porchaire dans le district de Saintes.

### Carrière

#### Mandat à la Législative
La France devient une monarchie constitutionnelle en application de la constitution du 3 septembre 1791. 
Le même mois, André-Antoine Bernard Bernard est élu député du département de la Charente-Inférieure, le troisième sur onze, à l'Assemblée nationale législative. Il est surnommé « Bernard de Saintes », pour être différencié de ses deux collègues homonymes : 
- Pierre Bernard d'Héry (député de l'Yonne) ;
- Joseph Bernard (député de la Meuse).

Il siège sur les bancs de la gauche de l'Assemblée. Le 1er février 1792, il vote en faveur de la mise en accusation de Bertrand de Molleville, le ministre de la Marine. Le 9 avril, il vote pour que les soldats du régiment de Châteauvieux, qui s'étaient mutinés lors de l'affaire de Nancy, soient admis aux honneurs de la séance. Le 31 juillet, il réclame le décret d'accusation contre Charles-Xavier de Francqueville d'Abancourt, le ministre de la Guerre. Le 8 août, il vote en faveur de la mise en accusation du marquis de La Fayette.

#### Mandat à la Convention

##### Le député de la Montagne
La monarchie prend fin à l'issue de la journée du 10 août 1792 : les bataillons de fédérés bretons et marseillais et les insurgés des faubourgs de Paris prennent le palais des Tuileries. Louis XVI est suspendu et incarcéré, avec sa famille, à la tour du Temple.
En septembre 1792, André-Antoine Bernard est réélu député du département de la Charente-Inférieure, le premier sur onze, à la Convention nationale. Il ne saurait être confondu avec ses trois collègues homonymes : 
- Claude Bernard dit « Bernard des Sablons », député de Seine-et-Marne ;
- Louis Bernard dit « Bernard de Saint-Affrique », député de l'Aveyron ;
- Marc-Antoine Bernard, député des Bouches-du-Rhône.

Il siège sur les bancs de la Montagne. Lors du procès de Louis XVI, il vote la mort, et rejette l'appel au peuple et le sursis à l'exécution. En avril 1793, il est absent lors du scrutin sur la mise en accusation de Jean-Paul Marat. En mai, il est également absent lors du scrutin sur le rétablissement de la Commission des Douze.

##### Le représentant en mission
Le 9 mars 1793, aux côtés de Jean Guimberteau (député de la Charente), il est envoyé en mission dans les départements de la Charente et de la Charente-Inférieure afin d’accélérer la levée en masse décrétée en février. Le 17 août, lui et ses collègues Charles-Jean-Marie Alquier (député de Seine-et-Oise), Jean Bassal (député de Seine-et-Oise) et Jacques Reverchon (député de Saône-et-Loire) sont envoyés dans les départements de l’Ain, du Jura, du Doubs, la Côte-d’Or, du Mont-Terrible et de la Haute-Saône, afin d'y accélérer la levée en masse, et d'y assurer la sécurité des frontières. Le 10 octobre, il informe la Convention de la prise de la principauté de Montbéliard, rattaché à la France. Le 9 nivôse an II (29 décembre 1793), il est astreint aux départements de la Côte-d'Or et de la Saône-et-Loire afin d'y organiser le gouvernement révolutionnaire. Au cours de son passage à Dijon, il fait transférer Jean Vivant Micault de Corbeton, ancien président du parlement de Dijon arrêté à Luxeuil-les-Bains ; celui-ci est condamné à mort par le tribunal révolutionnaire de la ville. 
Dans le courant de la déchristianisation, il signe « Pioche-Fer » Bernard, à l'instar de son collègue André Dumont (député de la Somme) qui signe « Pioche » Dumont ; son prénom de baptême, André, fêté le 30 novembre, correspond au 10 frimaire, dit le « jour de la pioche ». 

##### Sous la Convention thermidorienne
Le 1er prairial (le 20 mai), rappelé à Paris, il est élu secrétaire aux côtés de Jean-Baptiste Carrier (député du Cantal), d'Adrien Francastel (député d'Eure-et-Loir) et de Gaspard Lesage-Senault (député du Nord). Le 16 fructidor (le 2 septembre), il est élu président de la Convention et ses secrétaires sont Jean Borie (député de la Corrèze), Michel-Martial Cordier (député de Seine-et-Marne), Louis Louchet (député de l'Aveyron) et Claude Reynaud (député de Haute-Loire). 
Après la chute de Robespierre, le 11 thermidor (le 29 juillet), Bertrand Barère (député des Hautes-Pyrénées) propose l'entrée d'André-Antoine Bernard au Comité de Salut public, mais sa motion est rejetée. Il est cependant élu membre du Comité de sûreté générale le 14 (le 1er août). Le 7 nivôse an III (le 27 décembre 1794), il est élu membre de la Commission des Vingt-et-Un chargée d'examiner la conduite des anciens membres du Comité de Salut public (Bertrand Barère, Jacques-Nicolas Billaud-Varenne et Jean-Marie Collot-d'Herbois). 
André-Antoine Bernard siège parmi les derniers Montagnards. Le 9 prairial an III (le 28 mai 1795), sur motion de Benoît-Louis Gouly (député de l'Isle-de-France), il est décrété d'arrestation aux côtés des anciens membres du Comité de Salut public et du Comité de sûreté générale. 

#### Du Directoire à l'exil
André-Antoine Bernard bénéficie de l'amnistie votée à la clôture de la Convention mais n'est pas réélu député. Il devient avocat près la cour criminelle de la Charente-Inférieure. 
Sous la Restauration, il est frappé par la loi du 12 janvier 1816 qui condamne à l'exil les régicides qui ont soutenu les Cent-Jours. Il s'exile en Belgique, où il crée un journal démocratique, Le Surveillant. Bientôt expulsé par les autorités néerlandaises, il s'embarque pour les États-Unis mais fait naufrage sur les côtes de Madère, et il s'installe à Funchal, où il meurt. Les autorités religieuses ayant refusé l’inhumation, sa dépouille est jetée à la mer.

### Famille
Il est l'aïeul du peintre charentais Georges Mignet et de son fils le concepteur d'avion Henri Mignet.

## Sources
- Adolphe Robert, Gaston Cougny, Dictionnaire des parlementaires français de 1789 à 1889, Paris, Bourloton, 1889, tome 1, de Berlet à Bernier, p. 278-279
- Archives départementales de la Côte-d'Or : Q.212 - Q. 1070.